# 1700 Zvezdara
1700 Zvezdara è un asteroide della fascia principale del diametro medio di circa 20,68 km. Scoperto nel 1940, presenta un'orbita caratterizzata da un semiasse maggiore pari a 2,3606031 UA e da un'eccentricità di 0,2254696, inclinata di 4,51287° rispetto all'eclittica.
L'asteroide prende il nome dalla parola serba per "osservatorio", ed è anche il nome del quartiere di Belgrado dove si trova l'osservatorio locale.